# Roberta Fiandino
Roberta Fiandino (* 17. Oktober 1985 in Cuneo) ist eine ehemalige italienische Biathletin.
Die Italienerin Roberta Fiandino vom C.S. Esercito (Sportförderzentrum des Heeres) begann ihre internationale Karriere bei den Juniorenweltmeisterschaften 2002 in Ridnaun. Die Festionarin nahm bis 2006 jährlich an dieser Veranstaltung teil. 2003 in Kościelisko wurde sie Fünfte mit der Staffel, 2004 in Haute-Maurienne hatte sie ihr bestes Jahr. Im Einzel wurde sie Achte, im Sprint Siebte und in der Verfolgung Elfte. Mit der Staffel kam noch ein Siebter Platz hinzu. Die WM des folgenden Jahres in Kontiolahti verlief ohne nennenswerte Platzierungen. Bei den letzten Titelkämpfen 2006 in Presque Isle wurde sie noch einmal 14. im Einzel und Fünfte mit der Staffel. Im Jahr darauf nahm Fiandino erstmals an den Biathlon-Weltmeisterschaften der Senioren teil. Im Einzel erreichte sie einen 56. Platz, im Sprint wurde sie 61. und verpasste somit die Qualifikation für die Verfolgung nur um einen Platz. Mit der Staffel konnte Fiandino einen guten achten Platz belegen.
Seit dem Sprint 2002 in Obertilliach startete Roberta Fiandino im Europa-/IBU-Cup. Hier verbesserte sie sich stetig. Im Jahr darauf konnte sie an selber Stelle bei einem Einzel einen fünften Platz erreichen. Erst 2006 konnte sie die Platzierung nochmals bei einer Verfolgung in Martell als Vierte verbessern. Drei Ergebnisse in den Top 10 sorgten dafür, dass sie daraufhin erstmals für den Biathlon-Weltcup aufgestellt wurde. Mit der Staffel wurde sie Elfte, im folgenden Sprint 88. Erstmals in Die Punkte lief Fiandino als 29. eines Sprints 2007 in Hochfilzen. Im folgenden Rennen in Pokljuka wurde sie 24. des Einzels. Es war lange Zeit das Beste Ergebnis der Italienerin, bis sie 2009 in Antholz als 17. ihr bislang bestes Resultat erreichte. 2007 erreichte sie auch mit einem zweiten Rang hinter Sabrina Buchholz bei einem Verfolger in Ridnaun ihr bestes Ergebnis im Europacup. 2007 lief Fiandino in Antholz auch ihre ersten Biathlon-Weltmeisterschaften und wurde 56. des Einzels, verpasste als 61. des Sprints um einen Rang die Verfolgung und belegte mit der italienischen Staffel Rang acht. Ein Jahr später kam sie in Östersund im Einzel mit Rang 25 auf eine ihrer besten Ergebnisse überhaupt und wurde zudem 43. des Sprints, 36. der Verfolgung, Zehnte mit der Staffel und Fünfte mit der Mixed-Staffel. Im weiteren Verlauf des Jahres startete sie auch bei den Wettkämpfen auf Rollskiern bei den Sommerbiathlon-Weltmeisterschaften 2008 in Haute-Maurienne. Hier wurde sie 12. des Sprints und 15. der Verfolgung. Auch bei den Weltmeisterschaften 2009 in Pyeongchang wurde Fiandino eingesetzt. Im Sprint verpasste sie als 63. wieder knapp das Verfolgungsrennen, im Einzel kam sie auf den 46. Platz. Im Staffelrennen verpasste sie ihren Einsatz als Schlussläuferin Italiens, da Michela Ponza schon kurz nach dem Start aufgeben musste.
Bisheriger Karrierehöhepunkt für Fiandino war die Teilnahme an den Olympischen Winterspielen 2010. In Vancouver wurde sie 73. des Einzels, mit Ponza, Katja Haller und Karin Oberhofer in der Staffel Elfte. Einen weiteren großen Erfolg erreichte die Italienerin bei den Biathlon-Europameisterschaften 2011 in Ridnaun, wo sie mit Dorothea Wierer, Michela Andreola und Karin Oberhofer überraschend die Silbermedaille im Staffelrennen gewann. Bei den Weltmeisterschaften des Jahres in Chanty-Mansijsk erreichte die Italienerin mit einem 25. Platz im Einzel eines ihrer besten Resultate überhaupt, kam aber zu keinen weiteren Einsätzen. Im weiteren Jahresverlauf wurde sie bei den Sommerbiathlon-Europameisterschaften 2011 in Martell Siebte des Sprints und 12. der Verfolgung.

## Biathlon-Weltcup-Platzierungen
Die Tabelle zeigt alle Platzierungen (je nach Austragungsjahr einschließlich Olympische Spiele und Weltmeisterschaften).
- 1.–3. Platz: Anzahl der Podiumsplatzierungen
- Top 10: Anzahl der Platzierungen unter den ersten zehn (einschließlich Podium)
- Punkteränge: Anzahl der Platzierungen innerhalb der Punkteränge (einschließlich Podium und Top 10)
- Starts: Anzahl gelaufener Rennen in der jeweiligen Disziplin
- Staffel: inklusive Mixed- und Single-Mixed-Staffeln

| Platzierung                      | Einzel | Sprint | Verfolgung | Massenstart | Staffel | Gesamt |
| -------------------------------- | ------ | ------ | ---------- | ----------- | ------- | ------ |
| 1. Platz                         |        |        |            |             |         |        |
| 2. Platz                         |        |        |            |             |         |        |
| 3. Platz                         |        |        |            |             |         |        |
| Top 10                           |        |        |            |             | 12      | 12     |
| Punkteränge                      | 2      | 2      |            |             | 17      | 21     |
| Starts                           | 13     | 28     | 10         |             | 18      | 69     |
| Stand: nach der Saison 2009/2010 |        |        |            |             |         |        |